# 星海湾跨海大桥
星海湾跨海大桥，又称大连南部滨海大道跨海大桥，简称星海湾大桥，位于中国辽宁省大连市，是中国首座海上修筑锚碇的地锚式悬索桥，也是中国第一座公路双层钢桁架悬索桥。大桥于2011年开始建设，2015年10月30日开通。星海湾大桥全长6.8公里；其中，主桥长820米，净空高度30米，中央正对星海广场中轴线。星海湾大桥直接连接大连西部的大连高新区以及东部的金沙滩、付家庄地区，使居住在城市西南部的通勤者得以直接跨海通行至青泥洼桥等城市东部区域而不需要经过黑石礁、星海广场等拥挤地段，为缓解东西向交通拥堵起到了重要的作用。

## 简介

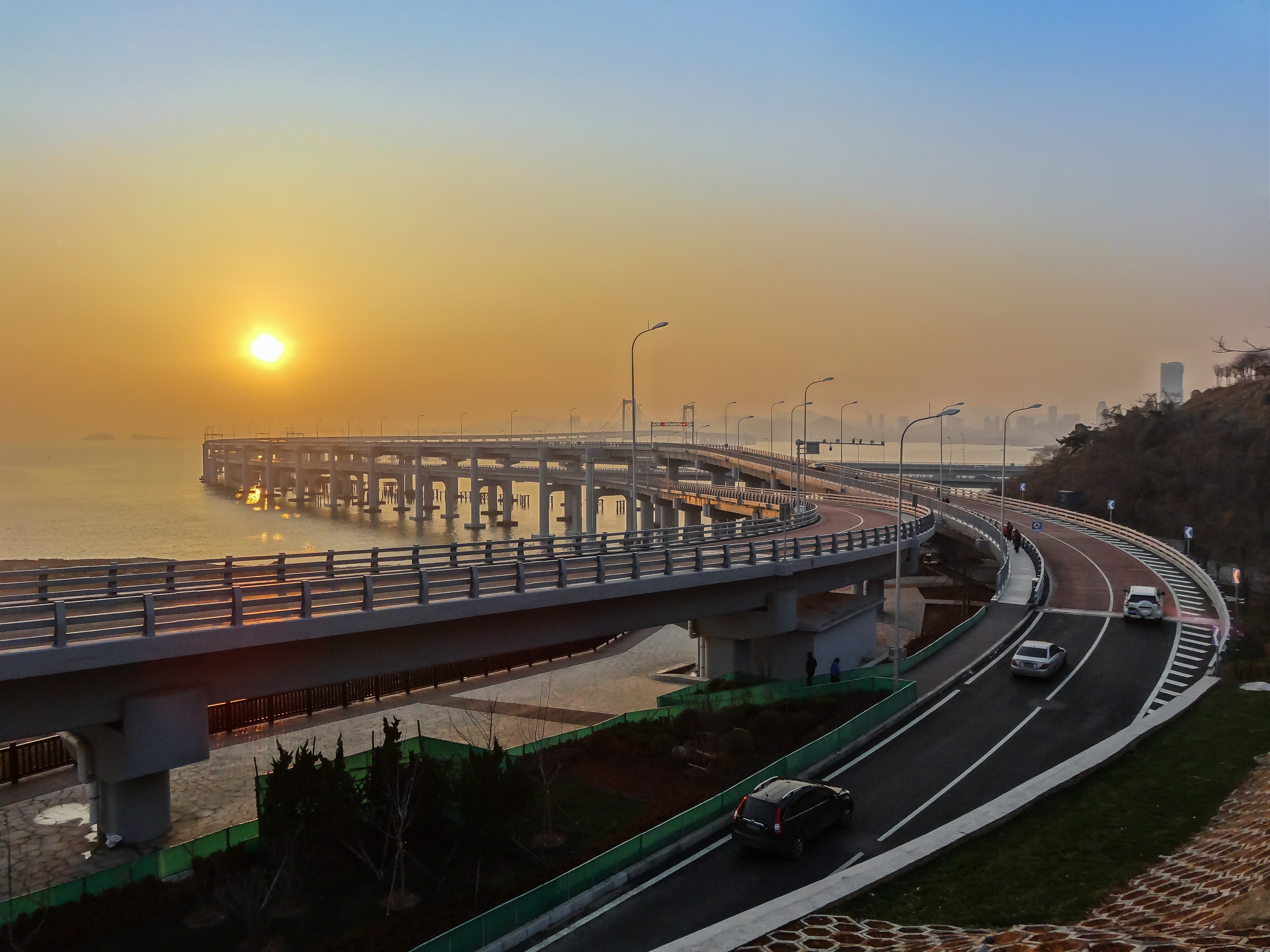
星海湾大桥东侧

随着大连经济发展，市区不断向外延伸，交通问题也愈发严重。大连境内以丘陵、山地为主，可开发土地有限，道路互通性先天不足。而大连的道路网络长期缺乏规划，使得大量车流集中在少数几条道路上，缺乏分流路线，造成拥堵。市区东西两侧的交通流量都集中在中山路一条路上。为了解决交通分流问题，大连市一方面于2009年起兴建大连地铁，另一方面试图通过建造跨海大桥和山间隧道结合的方式，解决东西向交通问题。
星海湾跨海大桥是大连南部滨海大道项目的一部分，于2011年10月10日正式开工，2015年1月5日合龙。桥梁西部连接大连高新技术产业园区，向东穿越大连南部的星海湾海域后在金沙滩登陆后分流，一条通过莲花山隧道穿越大连森林动物园的山区，向北连接市中心多条主干道；另一条则和滨海路交汇，沿滨海路风景区继续前行。桥梁由大连理工大学设计，中交集团第一、第二航务工程局有限公司和中铁十九局集团共同承建。
大桥为双层设计，上下两层均为单行四车道。车辆在上层桥行车方向为自东向西，在下层桥行车方向为自西向东，限速为60公里/小时。同时，桥上设计有行人步道以方便游客观景。星海湾跨海大桥使用了多项新技术，例如道路使用了环氧沥青铺装，比一般沥青更加坚固耐用；大桥设有健康检测系统，以确保桥梁的及时维护。星海湾大桥也是世界上首座采用抛石升降沉箱基础施工的桥梁；其中，施工使用的沉箱每个重达26000吨，是中国目前质量最大的沉箱。与此同时，由于大桥穿越多个风景区，设计方也对桥梁的形状和走向进行了专门设计，使得大桥与整个区域的景观尽量协调一致。

## 影响
根据大连当地媒体的分析，星海湾跨海大桥是一项重要的民生工程，每天承载车流超过3万辆，有效纾解了各个主干道的拥堵，缩短了大连东部和西部城区的通勤时间。星海湾跨海大桥也成为了一个热门的旅游景点，吸引许多游客上桥赏景，但也产生了违规停车等问题，带来交通安全隐患。大桥的竣工也带动了周边的房地产市场，使得一些楼盘房价明显上涨。
一些人质疑星海湾大桥会污染周边海域，阻挡邻近的水流，影响海洋生态。对此，建设部门表示会对桥梁的建设和维护进行管控，减少对海洋环境的危害。在2018年7月，星海湾跨海大桥桥墩疑似出现裂缝，但实际上是两榀上横梁之间伸缩缝中间苯板脱落造成的缝隙，不影响桥梁结构安全。
2024年3月26日，该桥承建方大连南部滨海大道投资有限公司因未取得海域使用权被罚款2726万元人民币。大连市海洋发展局表示该桥是在获得预审批后动工建设，之后才获得海域使用权证，但不会拆除该桥。大连市信用中心表示，由于处罚金额较大，该中心已暂时将其下架并展开核查，待确认后再重新公示。